# 恩布達斯阿爾特斯
23°38′56″S 46°51′07″W / 23.64889°S 46.85194°W
恩布達斯阿爾特斯（葡萄牙語：Embu das Artes）前稱恩布（葡萄牙語：Embu），是巴西的城市，位於該國東南部，由聖保羅州負責管轄，面積70平方公里，海拔高度775米，受亞熱帶氣候影響，每年平均降雨量約1,300毫米，2008年人口245,093。

## 外部連結

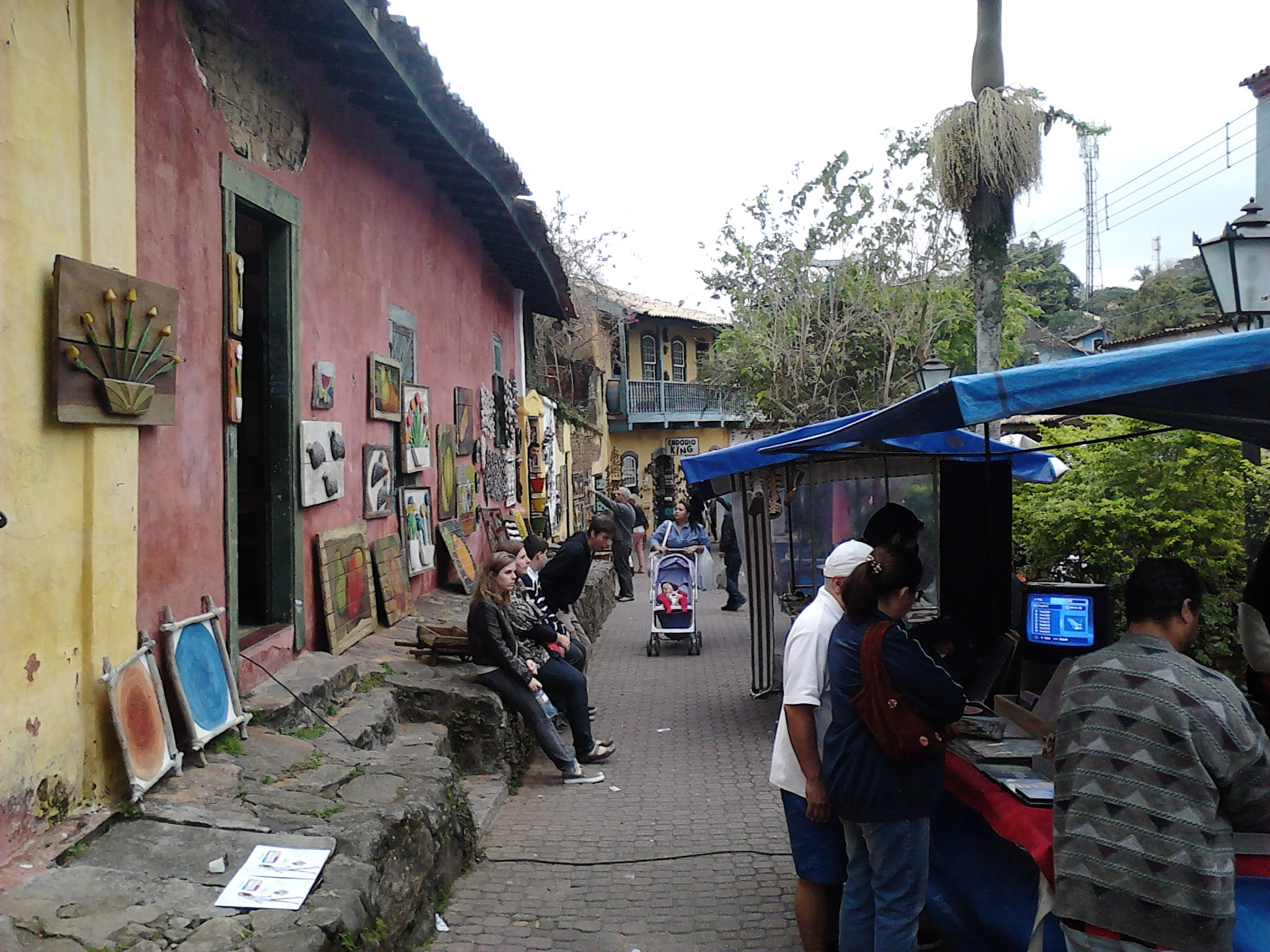
恩布達斯阿爾特斯

- （葡萄牙文） City of Embu das Artes Home Page[永久]
- （葡萄牙文） Embu das Artes Tourism Office home page
- （英文） Brazil Tourism Office Home Page
- （葡萄牙文） Encontra Embu – Find everything about Embu das Artes city （页面存档备份，存于）